# Javon Masters
Javon Ferguson-Masters, né le 11 novembre 1994 à Kitchener dans l'Ontario, est un joueur jamaïco-canadien de basket-ball évoluant au poste de meneur.

## Biographie

### Carrière universitaire
Javon Masters a fréquenté l'université de Nouveau-Brunswick où il a joué pour les Reds du Nouveau-Brunswick. 
Lors de sa saison rookie, il dispute 20 matchs pour une moyenne par match de 27,4 points. Lors de la saison 2014-2015, il obtient une moyenne par match de 25,1 points. La saison suivante, il obtient une moyenne de 28,0 points par match. Enfin, pour ces deux dernières saisons, il obtient des moyennes par match de 19,6 points (saison 2016-2017) et 24,5 points (saison 2017-2018). 
Finalement, en cinq saisons universitaires, il a disputé 96 matchs pour une moyenne globale de 25,1 points par match sur cinq ans, faisant de lui le marqueur le plus prolifique de l'histoire universitaire canadienne.

### Carrière professionnelle
En 2018, Javon Masters rejoint la deuxième division espagnole et le Club Ourense Baloncesto. Il dispute une saison en Espagne pour une moyenne de 5,9 points par match en 31 matchs disputés. Fin juin 2019, il s'engage dans la Ligue élite canadienne de basket-ball (CEBL) avec les Honey Badgers de Hamilton.
Lors de la saison 2019 de CEBL, il ne dispute que trois matchs avec des moyennes par match de 2 points, 1,3 passe décisive et 1,7 rebond en un peu moins de 12 minutes de jeu.
Il rejoint le championnat roumain pour la saison 2019-2020 et le club du Dinamo Bucarest. Il dispute 19 matchs pour des moyennes par match de 12,7 points, 4,7 passes décisives et 3,4 rebonds. Durant l'été 2020, il signe un nouveau contrat d'une saison avec le club roumain. 
Pour sa deuxième saison, il dispute 21 matchs pour des moyennes par match de 12 points, 3 rebonds et 3,4 passes décisives, finissant dans le top 5 des meilleurs passeurs de la saison. Pour la saison 2020-2021, il reste en Roumanie et rejoint le CSM Galați avec qui il dispute 30 matchs de championnat pour des moyennes par match de 15,9 points, 4,2 passes décisives et 3,2 rebonds. La même saison, il atteint avec son club la demi-finale de la Coupe de Roumanie mais son club s'incline 94 à 104 face au SCM Craiova.
Le 1er juillet 2022, il rejoint le Stade rochelais basket et évolue en deuxième division française. Il dispute son premier match le 14 octobre 2022 face aux Sharks d'Antibes avec 17 points et 2 passes décisives en 33 minutes de jeu. Au total, il dispute 34 matchs de championnat durant la saison 2022-2023 pour des moyennes par matchs de 13,7 points et 2,9 passes décisives.
Pour la saison 2023-2024, il rejoint le championnat allemand et les Walter Tigers Tübingen. Il dispute 11 matchs à presque 12 minutes de temps de jeu en moyenne pour 4 points et 1,5 passe décisive. Le 15 janvier 2024, il retrouve la deuxième division française et l'Élan béarnais Pau-Lacq-Orthez en tant que pigiste médical de Kendall Anthony jusqu'à la mi-avril. Il dispute son dernier match avec le club béarnais le 12 avril 2024 face au Lille Métropole Basket avec 14 points, 5 rebonds et 4 passes décisives en 30 minutes de jeu. Il termine sa pige médical avec 15 matchs disputés pour une moyenne de 15,6 points par match.
En mars 2024, il s'engage avec les Blackjacks d'Ottawa dans la Ligue élite canadienne de basketball pour la saison 2024. Le 3 mai 2024, il signe jusqu'à la fin de la saison avec l'Élan béarnais et est désormais qualifié en tant que « contrat professionnel jusqu’à la fin de la saison ».
Début juillet 2024, il reste en France et retrouve la deuxième division française en s'engageant avec Champagne Basket pour la saison 2024-2025. Il termine la saison 2024-2025 avec 38 matchs disputés pour 12,6 points et 4 passes décisives en 27 minutes de jeu en moyenne par match.
En juillet 2025, il reste en deuxième division française en s'engageant pour la saison 2025-2026 avec Chorale Roanne Basket.

## Palmarès et Distinctions

### Palmarès
Néant

### Distinctions personnelles
- All-AUS Player of the Year (2018)
- All-AUS first Team (2018)
- Recordman de points en universitaire canadienne avec 2407 points